# Thới Đông
Thới Đông là một xã thuộc huyện Cờ Đỏ, thành phố Cần Thơ, Việt Nam.
Xã Thới Đông có diện tích 18,74 km², dân số năm 1999 là 6.121 người, mật độ dân số đạt 327 người/km².